# بادي غلين
بادي غلين (بالإنجليزية: Patrick McMahon Glynn)‏ هو رئيس تحرير صحيفة وكاتب ودبلوماسي ومحامي وسياسي أسترالي وبريطاني (وحمل سابقاً جنسية المملكة المتحدة لبريطانيا العظمى وأيرلندا)، ولد في 25 أغسطس 1855 في جمهورية أيرلندا، وتوفي في 28 أكتوبر 1931 في أستراليا بسبب ذات الرئة. حزبياً، نشط في حزب التجارة الحرة وLiberal Party (Australia, 1909) ‏ وNationalist Party (Australia) ‏.

## مناصب
- انتخب Attorney-General of South Australia [الإنجليزية]‏ (1 ديسمبر 1899 – 8 ديسمبر 1899).
- انتخب عضو مجلس النواب جنوب أستراليا من الجمعية عن دائرة Electoral district of North Adelaide [الإنجليزية]‏ وقد انضم خلال فترته النيابية (22 مايو 1897 – 9 مايو 1901)  للكتلة البرلمانية National Defence League (Australia) [الإنجليزية]‏.
- انتخب عضو مجلس النواب جنوب أستراليا من الجمعية عن دائرة Electoral district of North Adelaide [الإنجليزية]‏ وقد انضم خلال فترته النيابية (8 يونيو 1895 – 24 أبريل 1896)  للكتلة البرلمانية National Defence League (Australia) [الإنجليزية]‏.
- انتخب عضو مجلس النواب الأسترالي عن دائرة Division of Angas (1903–1934) [الإنجليزية]‏ (16 ديسمبر 1903 – 13 ديسمبر 1919).
- انتخب عضو مجلس النواب الأسترالي عن دائرة Division of South Australia [الإنجليزية]‏ (30 مارس 1901 – 16 ديسمبر 1903).
- انتخب عضو مجلس النواب جنوب أستراليا من الجمعية عن دائرة Electoral district of Light [الإنجليزية]‏ وقد انضم خلال فترته النيابية (22 مارس 1887 – 22 أبريل 1890)  للكتلة البرلمانية مستقل.
- انتخب وزير الخارجية [الإنجليزية]‏.
- انتخب المدعي العالم لأستراليا [الإنجليزية]‏ (2 يونيو 1909 – 29 أبريل 1910).